# Никотинат лития
Лития никотинат (Литонит, Litonitum) — литиевая соль никотиновой кислоты.

## Общая информация
Литонит предложен в качестве неспецифического вспомогательного средства для комплексного лечения больных алкоголизмом. Действие препарата направлено на улучшение метаболических процессов и гемодинамики (за счёт компонента никотиновой кислоты) и уменьшение аффективных расстройств (за счёт иона лития).
Применяют литонит для уменьшения влечения к алкоголю, ослабления явлений абстиненции, а также при острой алкогольной интоксикации (в сочетании с другими средствами и способами лечения).
Используют литонит в виде 10% раствора внутривенно.
При абстинентном синдроме вводят по 0,1-0,2 г (содержание 1-2 ампул) 2 раза в день на протяжении 1 нед. Внутривенное введение можно сочетать с эмоционально-стрессовой психотерапией.
При остром алкогольном отравлении литонит вводят внутривенно до исчезновения признаков интоксикации, предварительно разведя раствор в 10-15 мл 5-40% растворе глюкозы.
При применении литонита возможны побочные явления, характерные для никотиновой кислоты (покраснение лица и верхней половины туловища, ощущение прилива к голове, крапивница и др.). Внутривенное введение препарата должно производиться в горизонтальном положении больного.

## Противопоказания
Применение литонита противопоказано при беременности, острой почечной и печёночной недостаточности, отравлении лекарственными препаратами и другими химическими соединениями, при плохой переносимости препаратов никотиновой кислоты.

## Физические свойства
Белый кристаллический порошок. Легко растворим в воде.

## Форма выпуска
- 10% раствор для инъекций в ампулах по 1 мл (Sol. Litoniti 10% pro injectionibus) в упаковке по 10 штук. Жидкость бесцветная прозрачная.